# سیامک ادیب
سیامک ادیب (زاده ۱۳۵۳ در بروجرد) بازیگر سینما، تلویزیون اهل ایران است.

## فیلمشناسی

### سینما
- صحنه زنی (١٣٩٩)
- لامینور (١٣٩٨)
- زهرمار (۱۳۹۷)
- درساژ (۱۳۹۶)
- بمب یک عاشقانه(۱۳۹۷)
- روزهای نارنجی
- محمد رسول‌الله (۱۳۹۴)
- مالاریا (۱۳۹۴)
- پرسه در شهر لاجوردی (۱۳۹۴)
- بوفالو (۱۳۹۳)
- خاکستر و برف (۱۳۹۱)
- هفت ماهگی (۱۳۹۵)
- تجریش ناتمام (۱۳۹۱)
- قصه‌ها (۱۳۹۰)
- چیزهایی هست که نمی‌دانی(۱۳۸۹)
- حیران (۱۳۸۷)
- پابرهنه در بهشت (۱۳۸۴)
- اروند (۱۳۹۴)

### تلویزیون
- خوشنام (سریال)
- برف بی صدا می‌ بارد
- ایلدا
- حوالی پاییز (مجموعه تلویزیونی)
- داوران (مجموعه تلویزیونی)
- زیر پای مادر (مجموعهٔ تلوزیونی)
- سرزمین مادری (مجموعه تلویزیونی)
- مهیار عیار
- دنیای بهتر

### فیلم کوتاه
- مه
- تقاص

### تئاتر
- پولانسکی
- زرتشت
- عددهای نشده
- سوی کابوی